# Zichya baranovi
Zichya baranovi är en insektsart som beskrevs av Bei-bienko 1933. Zichya baranovi ingår i släktet Zichya och familjen vårtbitare.

## Underarter
Arten delas in i följande underarter:
- Z. b. baranovi
- Z. b. gobica
- Z. b. mongolica